# Pseudobottegia bilocularis
Pseudobottegia bilocularis là một loài bọ cánh cứng trong họ Cerambycidae.